# 度田
度田又稱度田事件、光武度田，是東漢時期漢光武帝推行的丈量土地和統計國家户口的政策。由於各地上報的統計數據隐瞒土地、人口的情況非常嚴重，為了擴大稅收和徭役、服兵役人口，漢光武帝於建武十五年（39年）正式下詔實施度田，要求州郡長官核查垦田面積面積及調查户口，漢光武帝親自主持度田。
建武十六年（40年）農曆九月，由於不少太守因為充當地主豪強保護傘，沒有按照實際情況度田，繼續隐瞒土地和人口，使得豪強规避赋税徭役，因此朝廷將河南尹张伋及十余名各地太守逮捕處死。東平相王元也因度田不實被處決。同時南郡太守劉隆被免為庶人。但不久各地豪族爆發武装叛亂，青州、徐州、幽州、冀州叛亂情況特別嚴重。很快叛亂被朝廷平定。
在建武十五的度田斗争中，各地豪强无疑是受到一定的冲击，日後社會朝穩定發展，史稱“自是牛马放牧，邑门不闭”。光武帝之後的東漢各代每年均實施度田。田地調查在漢和帝、漢安帝時依舊嚴格執行，例如漢殤帝延平元年五月郡國度田，七月上報，七月十五日(公元106年8月31日)鄧太后便發現郡國官員粉飾太平誇大各地墾田面積、報大各地戶口數量，於是下詔刺史覆實，由於殤帝在二十一日後病逝(八月初六，公元106年9月21日)，新的審核資料未完成，只能列入繼位的漢安帝時期，因此東漢官方沒有保留殤帝時期的戶口墾田資料。度田制度在東漢後期仍有執行，甚至戶口調查在漢靈帝時期仍然進行，連海南島朱崖縣亦有實行。
然而，近代學者質疑光武度田的力度是有限的，豪强势力并没有真正被削弱，土地兼併仍在繼續發展，廣大農民生活仍然很痛苦。(按: 此說是沒有歷史根據的，《後漢書》記建武十六年後「自是牛馬放牧，邑門不閉。」，《東觀漢記》記建武十七年後「商賈重寶，單車露宿，牛馬放牧，道無拾遺。」可見當年夜不閉門、路不拾遺的景象，若農民深陷水深火熱之中，又為何有此景象？又《後漢書》記建武二十五年「時南單于及烏桓來降，邊境無事，百姓新去兵革，歲仍有年，家給人足。」當時百姓年年有餘，豐衣足食，又何來「廣大農民生活仍然很痛苦」?)
從近代传统观点來看，刘秀的度田运动是失败的。不過，此說法最初產生的背景與當時政治意識形態、階級鬥爭有關，劉秀被當權者打上「大地主」的名號並說成「劉秀則代表地主階級之利益」，又將其統一天下的過程稱為「劉秀竊取了農民起義的成果」，當整個社會鼓吹打倒地主階級，而在上者又給出劉秀是地主階級的代表，學者在評論相關的歷史事件時已戴上有色眼鏡，先定了立場論調再找證據，而所找的理據都是經過斷章取義歪曲而成的，有的學者不察、有的受當時政治環境影響，皆在這種論點上跟風著作。由於後來鄧小平改革開放，加上1989年涉及光武建武年間度田的文物出土，使新一派學者重新審視事件，越來越多的學者在翻閱史籍查看相關事件記載，基於史料記載、兩晉時期名人(如傅玄、李彪、封裕等)關於光武度田的論述，以及出土文物的佐證，近年學者多認為劉秀度田運動是成功的，2016年由中國社會科學院和中央電視臺電影頻道共同監製的百集大型電視紀錄片《中國通史》第26集 （页面存档备份，存于）亦採取了此觀點。
東汉中期以後的豪族皆是“井田之变，豪人货殖，馆舍布于州郡，田亩连于方国”，例如外戚马防“兄弟贵盛，奴婢各千人已上，资产巨亿，皆买京师膏腴美田 ”。(按:仲長統於東漢建安末年曹操旗下作《昌言.損益篇》所言「井田之變」、「肉刑之廢」是針對秦漢以來的情況而要求曹操恢復井田制、重立法制，而非特指東漢中期，要知井田之變在於秦商殃變法、肉刑之廢在於西漢初。又「井田之變」此句原文:「井田之變，豪人貨殖，館舍布於州郡，田畝連於方國。身無半通青綸之命，而竊三辰龍章之服；不為編戶一伍之長，而有千室名邑之役。榮樂過於封君，埶力侔於守令……」也就是仲長統將豪強與「封侯」、「當官」者分別，而這裡引用馬防這個因皇帝恩寵「封賞」而強盛的外戚家族來說明豪強情況，有失偏頗，要知何進乃屠夫出身，一樣在成為外戚後權勢大到袁紹、曹操等將領歸附。)
东汉士大夫一般都拥有规模巨大的田莊，並且在勢力範圍內奴役廣大的依附农民。隨著豪強地主勢力的膨脹，在田莊內部發展出一種部曲家兵制，不但可以自己自足，甚至可以抗衡皇權。(按: 東漢「部曲家兵制」是在黃巾之亂發生後，東漢朝庭容許地方徵兵參與平亂時才出現的。凡言「東漢豪強部曲家兵制」此論調者，要麼拿光武未統一天下前的事為例，要麼拿黃巾之亂後的事為例，再不然便拿將軍率領部曲作戰當作是私兵，而不知汉朝军队编制分营、部、曲、屯四级，「部曲」之稱有時是指軍隊編制或「軍隊」之意，見《後漢書.百官志.將軍》。凡此種種謬誤不過是上世紀意識形態下的產物而已。)
東漢末期的党锢之祸即是士大夫集团势力之膨胀与皇权矛盾激化的结果。(按:此說法亦有失偏頗，對當時文人志士不公，而且有把豪強直接與士大夫集團掛勾，黨錮之禍的誕生是士大夫的清議派與皇權矛盾激化的結果。當時清議派文人有不少出自貧苦之家、罪臣之後，例如檀𢾭、岑晊等，其他有出身官宦世家的也是崇尚簡樸、清節者，例如李膺、杜密等。更重要的是他們除了針對宦官，同樣也有針對豪強、官員、其他士人，「危言深論，不隱豪強」、「自公卿以下，莫不畏其貶議，屣履到門。」當他們任官時更是在地方打擊豪強，如范滂、成瑨等。第一次黨錮之禍，是清議派官員打擊宦官集團，宦官向漢桓帝譖言，說清議派結黨誹訕朝廷，疑亂風俗，因為結黨之事為帝王所忌，加上清議派在某程度上控制了社會的輿論權，導致漢桓帝怕影響君權而下令捉捕清議派人士。第二次黨錮之禍，是竇武政變失敗，加上清議派出身的官員在地方上打擊宦官集團，宦官向年僅十二歲不懂事的漢靈帝進讒而引發的。)

## 歷代戶口
以下是有史籍記載的數字資料，其中司馬彪《續漢郡國志》的戶口數是以永和五年為基準，則另外收入該年全州郡的戶口數。

### 前期
- 漢世祖建武中元二年（57年）：民戶四百二十七萬千六百三十四，口二千一百萬七千八百二十人
- 漢明帝永平十八年（75年），戶五百八十六萬五百七十三，口三千四百一十二萬五千二十一。
- 漢章帝章和二年（88年），戶七百四十五萬六千七百八十四，口四千三百三十五萬六千三百六十七。
- 漢和帝永興元年（105年），戶九百二十三萬七千一百一十二，口五千三百二十五萬六千二百二十九，墾田七百三十二萬一百七十頃八十畝百四十步。
- 漢安帝延光四年（125年），戶九百六十四萬七千八百三十八，口四千八百六十九萬七百八十九，墾田六百九十四萬二千八百九十二頃一十三畝八十五步。

### 漢順帝時期
- 劉昭注引應劭《漢官儀》：「永和中，戶至千七十八萬，口五千三百八十六萬九千五百八十八。」
- 永和五年（140年）：民戶九百六十九萬八千六百三十，口四千九百一十五萬二百二十
  - 司隸：河南尹（户二十万八千四百八十六，口百一万八百二十七）、河內郡（户十五万九千七百七十，口八十万一千五百五十八）、河東郡（户九万三千五百四十三，口五十七万八百三）、弘農郡（户四万六千八百一十五，口十九万九千一百一十三）、京兆尹（户五万三千二百九十九，口二十八万五千五百七十四）、左馮翊（户三万七千九十，口十四万五千一百九十五）、右扶風（户万七千三百五十二，口九万三千九十一）
  - 豫州：潁川郡（戸二十六萬三千四百四十，口百四十三萬六千五百一十三）、汝南郡（戸四十萬四千四百四十八，口二百一十萬七百八十八）、梁郡（戸八萬三千三百，口四十三萬一千二百八十三）、沛郡（戸二十萬四百九十五，口二十五萬一千三百九十三）、陳郡（戸十一萬二千六百五十三，口百五十四萬七千五百七十二）、魯郡（戸七萬八千四百四十七，口四十一萬一千五百九十）
  - 冀州：魏郡（戸十二萬九千三百一十，口六十九萬五千六百六）、鉅鹿郡（戸十萬九千五百一十七，口六十萬二千九十六）、常山郡（戸九萬七千五百，口六十三萬一千一百八十四）、中山郡（戸九萬七千四百一十二，口六十五萬八千一百九十五）、安平郡（戸九萬一千四百四十，口六十五萬五千一百一十八）、河間郡（戸九萬三千七百五十四，口六十三萬四千四百二十一）、清河郡（戸十二萬三千九百六十四，口七十六萬四百一十八）、趙郡（戸三萬二千七百一十九，口十八萬八千三百八十一）、勃海郡（戸十三萬二千三百八十九，口百一十萬六千五百）
  - 兗州：陳留郡（戸十七萬七千五百二十九，口八十六萬九千四百三十三）、東郡（戸十三萬六千八十八，口六十萬三千三百九十三）、東平郡（戸七萬九千一十二，口四十四萬八千二百七十）、任城郡（戸三萬六千四百四十二，口十九萬四千一百五十六）、泰山郡（戸八千九百二十九，口四十三萬七千三百一十七）、濟北郡（戸四萬五千六百八十九，口二十三萬五千八百九十七）、山陽郡（戸十萬九千八百九十八，口六十萬六千九十一）、濟陰郡（戸十三萬三千七百一十五，口六十五萬七千五百五十四）
  - 徐州：東海郡（戸十四萬八千七百八十四，口七十萬六千四百一十六）、瑯琊郡（戸二萬八百四，口五十七萬九百六十七）、彭城郡（戸八萬六千一百七十，口四十九萬三千二十七）、廣陵郡（戸八萬三千九百七，口四十一萬百九十）、下邳郡（戸十三萬六千三百八十九，口六十一萬一千八十三）
  - 青州：濟南郡（戸七萬八千五百四十四，口四十五萬三千三百八）、平原郡（戸十五萬五千五百八十八，口百萬二千六百五十八）、樂安郡（戸七萬四千四百，口四十二萬四千七十五）、北海郡（戸十五萬八千六百四十一，口八十五萬三千六百四）、東萊郡（戸十萬四千二百九十七，口四十八萬四千三百九十三）、齊郡（戸六萬四千四百一十五，口四十九萬一千七百六十五）
  - 荊州：南陽郡（戸五十二萬八千五百五十一，口二百四十三萬九千六百一十八）、南郡（戸十六萬二千五百七十，口七十四萬七千六百四）、江夏郡（戸五萬八千四百三十四，口二十六萬五千四百六十四）、零陵郡（戸二十一萬二千二百八十四，口百萬一千五百七十八）、桂陽郡（戸十三萬五千二十九，口五十萬一千四百三）、武陵郡（戸四萬六千六百七十二，口二十五萬九百一十三）、長沙郡（戸二十五萬五千八百五十四，口百五萬九千三百七十二）
  - 揚州：九江郡（戸八萬九千四百三十六，口四十三萬二千四百二十六）、丹陽郡（戸十三萬六千五百一十八，口六十三萬五百四十五）、廬江郡（戸十萬一千三百九十二，口四十二萬四千六百八十三）、會稽郡（戸十二萬三千九十，口四十八萬一千一百九十六）、吳郡（戸十六萬四千一百六十四，口七十萬七百八十二）、豫章郡（戸四十萬六千四百九十六，口百六十六萬八千九百六）
  - 益州：漢中郡（戶五萬七千三百四十四，口二十六萬七千四百二）、巴郡（戶三十一萬六百九十一，口百八萬六千四十九）、廣漢郡（戶十三萬九千八百六十五，口五十萬九千四百三十八）、蜀郡（戶三十萬四百五十二，口百三十五萬四百七十六）、犍為郡（戶十三萬七千七百一十三，口四十一萬一千三百七十八）、牂牁郡（戶三萬一千五百二十三，口二十六萬七千二百五十三）、越巂郡（戶十三萬一百二十，口六十二萬三千四百一十八）、益州郡（戶二万萬千三十六。口十一萬八百二）、永昌郡（戶二十三萬一千八百九十七，口百八十九萬七千三百四十四）、廣漢屬國（戶三萬七千一百一十，口二十萬五千六百五十二）、蜀郡屬國（戶十一萬一千五百六十八，口四十七萬五千六百二十九）、犍為屬國（戶七千九百三十八，口三萬七千一百八十七）
  - 涼州：隴西郡（戶五千六百二十八，口二萬九千六百三十七）、漢陽郡（戶二萬七千四百二十三，口十三萬一百三十八）、武都郡（戶二萬一百二，口八萬一千七百二十八）、金城郡（戶三千八百五十八，口萬八千九百四十七）、安定郡（戶六千九十四，口二萬九千六十）、北地郡（戶三千一百二十二，口萬八千六百三十七）、武威郡（戶萬四十二，口三萬四千二百二十六）、張掖郡（戶六千五百五十二，口二萬六千四十）、酒泉郡（戶萬二千七百六）、敦煌郡（戶七百四十八，口二萬九千一百七十）、張掖屬國（戶四千六百五十六，口萬六千九百五十二）、張掖居延屬國（戶一千五百六十，口四千七百三十三）
  - 并州：上黨郡（戶二萬六千二百二十二，口十二萬七千四百三）、太原郡（戶三萬九百二，口二十萬一百二十四）、上郡（戶五千一百六十九，口二萬八千五百九十九）、西河郡（戶五千六百九十八，口二萬八百三十八）、五原郡（戶四千六百六十七，口二萬二千九百五十七）、雲中郡（戶五千三百五十一，口二萬六千四百三十）、定襄郡（戶三千一百五十三，口萬三千五百七十一）、雁門郡（戶三萬一千八百六十二，口二十四萬九千）、朔方郡（戶千九百八十七，口七千八百四十三）
  - 幽州：涿郡（戶十萬二千二百一十八，口六十三萬三千七百五十四）、廣陽郡（戶四萬四千五百五十，口二十八萬六百）、代郡（戶二萬一百二十三，口十二萬六千一百八十八）、上谷郡（戶萬三百五十二，口五萬一千二百四）、漁陽郡（戶六萬八千四百五十六，口四十三萬五千七百四十）、右北平郡（戶九千一百七十，口五萬三千四百七十五）、遼西郡（戶萬四千一百五十，口八萬一千七百一十四）、遼東郡（戶六萬四千一百五十八，口八萬一千七百一十四）、玄菟郡（戶一千五百九十四，口四萬三千一百六十三）、樂浪郡（戶六萬一千四百九十二，口二十五萬七千五十）、遼東屬國
  - 交州：南海郡（戶七萬一千四百七十七，口二十五萬二百八十二）、蒼梧郡（戶十一萬一千三百九十五，口四十六萬六千九百七十五）、郁林郡、合浦郡（戶二萬三千一百二十一，口八萬六千六百一十七）、交趾郡、九真郡（戶四萬六千五百一十三，口二十萬九千八百九十四）、日南郡（戶萬八千二百六十三，口十萬六百七十六）
- 順帝建康元年（144年），戶九百九十四萬六千九百一十九，口四千九百七十三萬五百五十，墾田六百八十九萬六千二百七十一頃五十六畝一百九十四步。

| 州級   | 戶數            | 口數             |
| ------ | --------------- | ---------------- |
| 司隸   | 616355戶        | 3106161人        |
| 豫州   | 1142783戶       | 6179139人        |
| 冀州   | 908005戶        | 5951919人        |
| 兗州   | 727302戶        | 4052111人        |
| 徐州   | 476054戶        | 2791683人        |
| 青州   | 635885戶        | 3709803人        |
| 荊州   | 1399394戶       | 6265952人        |
| 揚州   | 1021096戶       | 4338538人        |
| 益州   | 1517257戶       | 7232028人        |
| 涼州   | 102491戶        | 419268（+n1）人  |
|        | 115011戶        | 696765人         |
| 幽州   | 396263（+m1）戶 | 2044602（+n2）人 |
| 交州   | 270769（+m2）戶 | 1114444（+n3）人 |
| 缺載數 | 369965戶        | 1247807人        |

### 後期
- 漢沖帝永嘉元年（145年），戶九百九十三萬七千六百八十，口四千九百五十二萬四千一百八十三，墾田六百九十五萬七千六百七十六頃二十畝百八步。
- 漢質帝本初元年（146年），戶九百三十四萬八千二百二十七，口四千七百五十六萬六千七百七十二，墾田六百九十三萬一百二十三頃三十八畝。
- 劉昭注稱“又帝王世記，永嘉二年戶則多九十七萬八千七百七十一，口七百二十一萬六千六百三十六。應載極盛之時，而所殊甚眾，舍永嘉多，取永和少，良不可解”，袁延勝的論文考稱此處當作永壽二年，則在永和五年的戶口數的基礎上，該年戶10677401、口56366856。
- 《晉書·地理志》：至桓帝永壽三年（157年），戶千六十七萬七千九百六十，口五千六百四十八萬六千八百五十六，斯亦戶口之滋殖者也。

漢靈帝、漢獻帝時期因戰亂無法統計。